# The Atlantic Times

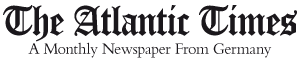
Ehemaliges Logo

The Atlantic Times (AT) war eine von 2004 bis 2015 in englischer Sprache erscheinende deutsche Monatszeitung aus dem Verlagshaus Times Media GmbH, die sich an Leser in den USA und Kanada richtete. Inhaltsschwerpunkte waren Politik, Wirtschaft und Kultur. Die Zeitung wurde in Berlin redaktionell hergestellt und nahe Washington, D.C. in Springfield (Virginia) von Gannett Offset im US-amerikanischen Broadsheet-Format gedruckt. The Atlantic Times war ausschließlich anzeigenfinanziert und politisch unabhängig. Die erste Ausgabe der Atlantic Times erschien am 3. Oktober 2004, dem Jahrestag der deutschen Wiedervereinigung, und wurde in der deutschen Botschaft in Washington D.C. vorgestellt. Die letzte Ausgabe erschien im April 2015.
Herausgeber der Atlantic Times war Theo Sommer, langjähriger Herausgeber der Hamburger Wochenzeitung Die Zeit. Die Chefredaktion führten Peter Köpf und der Schriftsteller und Autor Rafael Seligmann. Rainer Bieling verantwortete die Sonderbeilagen.
Verlag, Herausgeber und Redaktion waren mit dem Ziel angetreten, eine Brücke von Deutschland in die USA zu bauen. Laut Theo Sommer verdankte sich die Idee zur Atlantic Times der Einsicht, „dass die Welt immer mehr zusammenwächst. Durch besseres gegenseitiges Verständnis soll das Zusammenleben gestärkt, soll der transatlantische Rahmen gefestigt werden.“  Auf diese Weise leiste die Atlantic Times einen konkreten Beitrag zur Verbesserung der deutsch-amerikanischen Beziehungen. Von Januar 2007 bis Oktober 2020 erschien im selben Verlag als Pendant für Europa die ebenfalls englischsprachige Schwesterzeitung The German Times.

## Autoren und Adressaten

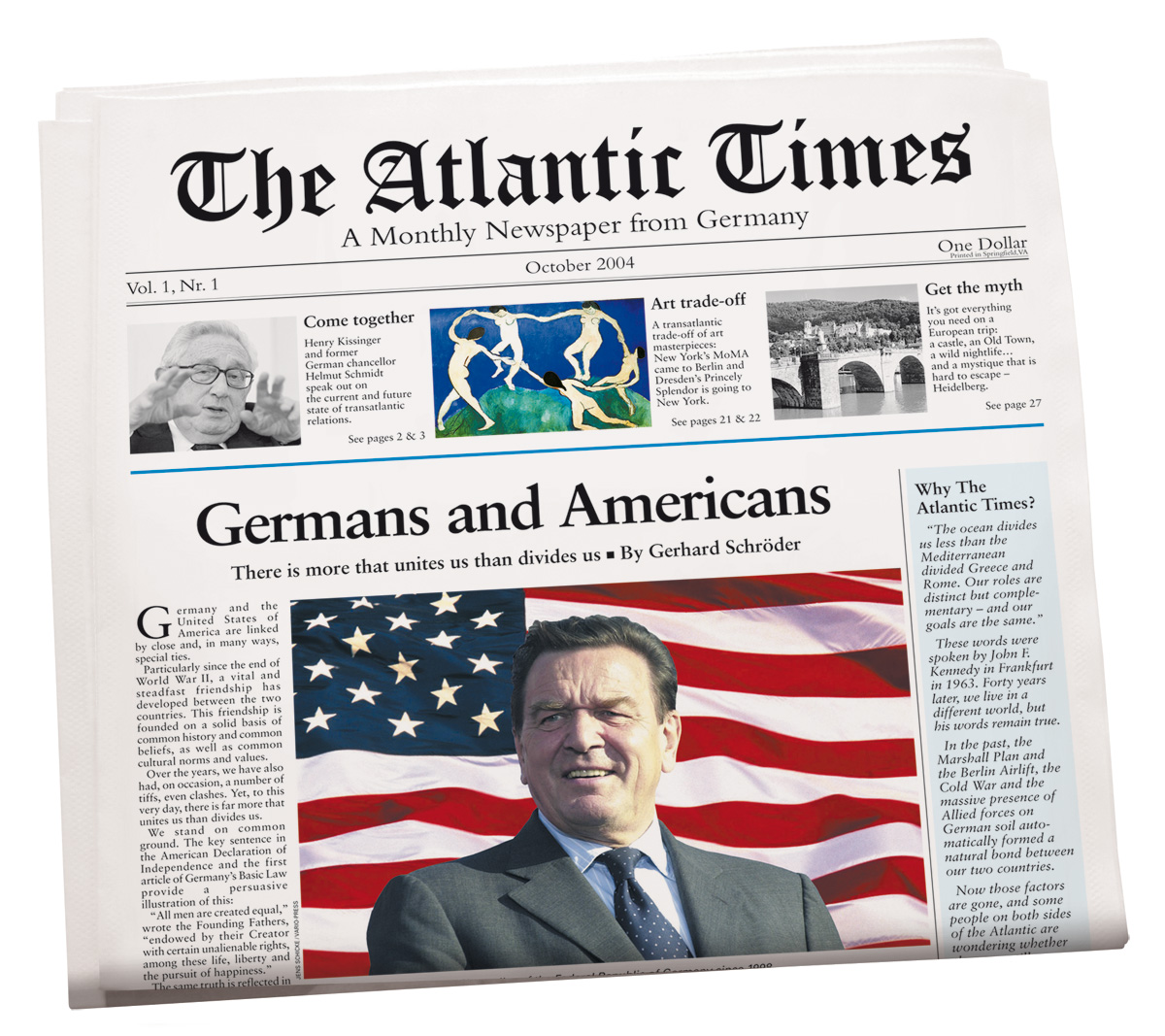
The Atlantic Times vom Oktober 2004: Die erste Ausgabe; mit einem Grundsatzartikel des damaligen Bundeskanzlers Gerhard Schröder.

In der ersten Ausgabe der Atlantic Times war der Autor der Titelgeschichte der damalige Bundeskanzler Gerhard Schröder. Zum zweiten Geburtstag (Ausgabe Oktober 2006) schrieb Bundeskanzlerin Angela Merkel den Leitartikel. Außerdem haben in der Atlantic Times Beiträge veröffentlicht: Frank-Walter Steinmeier, Henry A. Kissinger, Helmut Schmidt, Walther Leisler Kiep, Lothar Späth, Günter Verheugen, Caio Koch-Weser, Volker Rühe, Hans-Ulrich Klose, Ernst Cramer, Volker Schlöndorff, Kai Diekmann, Christoph Keese, Stephan-Andreas Casdorff, Wolfgang Ischinger, Richard Lugar.

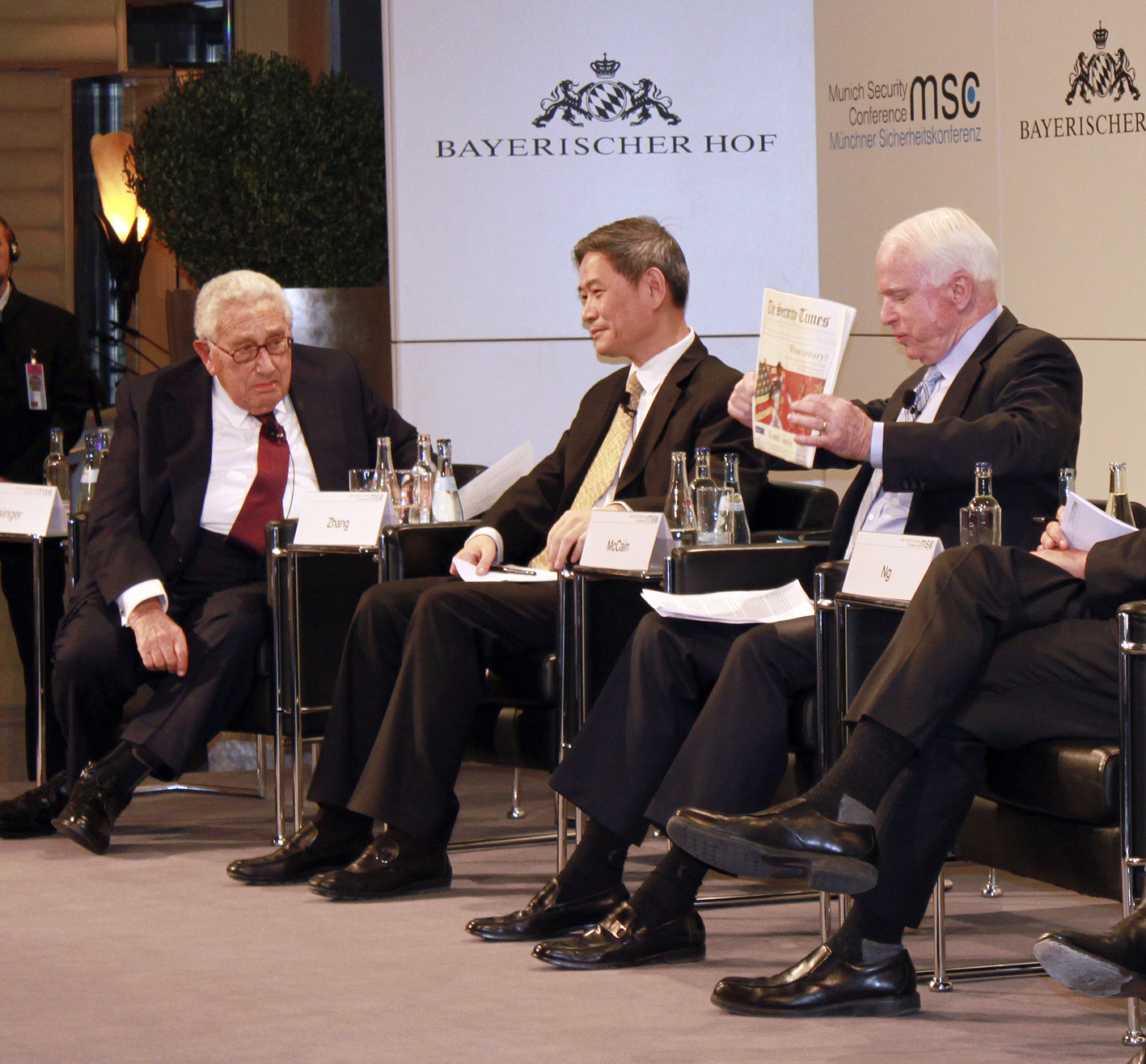
John McCain hält die Security Times hoch, eine Special Edition der Atlantic Times.

Regelmäßige Empfänger der Zeitung waren nach Verlagsangaben der US-Präsident Barack Obama, das Weiße Haus, die US-Administration, der Kongress und viele wichtige Entscheidungsträger in den Vereinigten Staaten. Am 2. April 2005 überreichte der Verleger der Times Media dem US-Präsidenten George W. Bush bei seinem Deutschlandbesuch ein Exemplar der Atlantic Times. George W. Bush erhielt die Atlantic Times wie auch sein Vater, der ehemalige US-Präsident George Bush. Auch das deutsche Bundeskanzleramt, alle Bundesministerien und die Abgeordneten von Bundestag und Bundesrat waren regelmäßige Empfänger der Atlantic Times.
The Atlantic Times wurde an Universitäten wie Stanford, Harvard und Princeton verbreitet. Sie lag in Lufthansa-Maschinen auf Flügen von und nach Nordamerika aus und war an Zeitungskiosken in größeren Städten in den USA und Europa erhältlich. In den USA kostete sie 1 Dollar, in Europa 3,90 Euro.